# Ace of Spades (Album)
Ace of Spades ist das vierte Album der britischen Heavy-Metal-Band Motörhead. Es wurde im November 1980 veröffentlicht und gilt unter Kritikern als eines der besten Alben der Band.

## Aufnahme und Veröffentlichung
Die Aufnahmen fanden von Anfang August bis Mitte September 1980 in den Jackson's Studios in Rickmansworth statt. Den Produzenten Vic Maile kannte Lemmy Kilmister noch aus der Zeit als Mitglied von Hawkwind. Das Titellied handelt von verschiedenen Formen des Glücksspiels, insbesondere von Poker, Ace of Spades steht im englischen für die Spielkarte Pik-Ass. Das Lied (We Are) The Road Crew ist den Roadies der Band gewidmet, den Text schrieb Lemmy Kilmister innerhalb weniger Minuten während einer Aufnahmepause.
Wegen des geplanten Albums und einer Tournee wurde die Single Ace of Spades vorab am 27. Oktober veröffentlicht und erreichte im November Position 15 der britischen Charts. Das Album selbst erschien am 8. November und erreichte Rang vier der Charts.
Das Coverfoto und andere Aufnahmen für das Booklet wurden im Herbst 1980 während einer Fotosession in einem Sandsteinbruch im Stadtbezirk Barnet im Norden von London aufgenommen. Die Idee zum Western-Motiv stammt vom Gitarristen Eddie Clarke. Das Album-Cover zeigt die drei Bandmitglieder als Cowboys verkleidet, wobei das Kostüm von Fast Eddie Clarke an die Figur des namenlosen Revolverhelden mit Poncho in der filmischen Dollar-Trilogie verkörpert von Clint Eastwood angelehnt ist, das Kostüm des Schlagzeugers Phil Taylor zog seine Inspiration aus dem Schauspieler Marlon Brando in dem Film Der Besessene. Nach Aussage von „Philthy Animal“ Phil Taylor imitiert das Kostüm von Lemmy Kilmister die von dem Schauspieler James Garner verkörperte Figur in der TV-Serie Maverick. Da es am Tag des Fotoshootings grau bewölkt war, wurde hinterher der blaue Himmel mit Airbrush gemalt und eingefügt.

## Wiederveröffentlichungen
Am 28. Januar 2003 veröffentlichte Silverline eine DVD-Audio-Version des Albums. Am 28. März 2005 brachte Eagle Vision eine DVD mit Ausschnitten des Making-ofs und Interviews mit den Bandmitgliedern heraus.
Die Single Ace of Spades wurde 2005 im Originalformat wiederveröffentlicht. Des Weiteren existiert eine 12-inch-Version mit zwei Bonusliedern. Eines davon ist eine Remixversion des Titelsongs.

## Titelliste
Alle Titel wurden von Lemmy Kilmister, Phil Taylor und Eddie Clarke geschrieben.
1. Ace of Spades – 2:49
2. Love Me Like a Reptile – 3:23
3. Shoot You in the Back – 2:39
4. Live to Win – 3:37
5. Fast and Loose – 3:23
6. (We Are) The Road Crew – 3:12
7. Fire, Fire – 2:44
8. Jailbait – 3:33
9. Dance – 2:38
10. Bite the Bullet – 1:38
11. The Chase Is Better than the Catch – 4:18
12. The Hammer – 2:48

In den USA weicht die Reihenfolge der Songs ab. In Deutschland tragen einige Pressungen auf beiden Seiten der LP den Aufdruck „Seite A“.

## Rezeption

### Rezensionen
Das Album wurde zum Großteil positiv bewertet. 1981 vergab Peter Kreglinger in der Audio 14 von 20 möglichen Punkten, obwohl er festhielt: „Viel Drive, wenig Variationen“ und vor allem „höllisch laut“. 1986 vermerkte Philipp Roser in seiner Motörhead-History im Crash „Abschleifungserscheinungen“. Von solchen war 1997 im Rock Hard anlässlich der Wiederveröffentlichung nichts zu lesen; stattdessen schrieb Jan Jaedike von einer „Nonplusultra-Scheibe […], die für immer und ewig unerreicht bleiben wird“. Fünf Jahre später wurde das Album dort an Nummer 14 im Ranking „Top 300“ positioniert. Anhand des allgemeinen Stellenwertes leitete Thorsten Pöttger im Eclipsed 2005 ab, dass das Album „jeder in seiner Sammlung hat“.

Namensgeber: Ace of Spades (für ‚Pik-Ass‘)

### Chartplatzierungen
Ace of Spades konnte sich zunächst nicht in den deutschen Albumcharts platzieren. Das Album platzierte sich erstmals am 6. November 2020 in den deutschen Charts, nach dem das 40th Anniversary Box Set erschienen war. Das Album erreichte hierbei auf Anhieb Rang zehn der Charts und wurde zum achten Top-10-Erfolg sowie zum 29. Charterfolg der Band in den deutschen Albumcharts. In Österreich und der Schweizer Hitparade erreichte das Album ebenfalls im Jahr 2020 erstmals die Charts und belegte dabei Rang 42 beziehungsweise 39. Im Vereinigten Königreich erreichte das Album mit Rang vier seine höchste Chartnotierung und hielt sich drei Wochen in den Top 10. Ace of Spades wurde zum ersten Top-10-Album sowie zum fünften Chartalbum der Band in den britischen Charts.
| ChartsChartplatzierungen     | Höchstplatzierung | Wochen |
| ---------------------------- | ----------------- | ------ |
| Deutschland (GfK)            | 10 (3 Wo.)        | 3      |
| Österreich (Ö3)              | 42 (1 Wo.)        | 1      |
| Schweiz (IFPI)               | 39 (2 Wo.)        | 2      |
| Vereinigtes Königreich (OCC) | 4 (19 Wo.)        | 19     |

### Auszeichnungen für Musikverkäufe
| Land/Region                  | Auszeichnungen für Musikverkäufe (Land/Region, Auszeichnung, Verkäufe) | Verkäufe |
| ---------------------------- | ---------------------------------------------------------------------- | -------- |
| Vereinigtes Königreich (BPI) | Gold                                                                   | 100.000  |
| Insgesamt                    | 1× Gold ·                                                              | 100.000  |